# Hem, Nord
Hem là một xã ở tỉnh Nord trong vùng Hauts-de-France, Pháp.

## Twin towns
Hem kết nghĩa với the following towns:
- Mossley, Greater Manchester, United Kingdom
- Aljustrel, Alentejo Bồ Đào Nha
- Wiehl, North Rhine-Westphalia, Đức